# Conjetura de Ramanujan–Petersson
En matemática, la conjetura de Ramanujan, llamada así en honor a Srinivasa Ramanujan, postula que los coeficientes de Fourier {\displaystyle \tau (n)\,} de la forma de cúspide {\displaystyle \Delta (z)\,} de valor 12, definida en la teoría de formas modulares satisface que,
{\displaystyle |\tau (n)|\leq 2p^{11/2},}
donde {\displaystyle p} no es un número primo. Esto implica una estimación que solo es ligeramente más débil para todos los {\displaystyle \tau (n)\,}, es decir, {\displaystyle O(n^{{\frac {11}{2}}+\varepsilon })} para cualquier {\displaystyle \varepsilon >0}. Esta conjetura de Ramanujan fue confirmada mediante la demostración de las conjeturas de Weil por Deligne (1974). Las formulaciones necesarias para mostrar este resultado fueron como consecuencia delicadas y no tan obvias. Esto se debe al trabajo de Michio Kuga con las contribuciones también de Mikio Sato, Goro Shimura, y Yasutaka Ihara, seguidos por Deligne (1968). La existencia de dicha conexión inspiró algunos de los grandes trabajos sobre el tema a finales de la década de 1960, cuando las consecuencias de la teoría sobre la cohomología de Étale estaban siendo elaboradas.
La más general conjetura de Ramanujan–Petersson para formas cúspides en la teoría de formas modulares elípticas para subgrupos de congruencia tiene una formulación semejante, con un exponente (k − 1)/2 donde k es el valor de la forma. Estos resultados también se pueden obtener a partir de las conjeturas de Weil, excepto para el caso  k = 1, cuyo resultado es debido a Deligne y Jean-Pierre Serre. Es llamada en honor a Hans Petersson (1902 – 1984).
En el lenguaje de formas automórficas, una generalización muy amplia puede ser posible; pero ha demostrado ser demasiado optimista, por el caso particular de {\displaystyle GSp_{4}\,}, es decir, la similitud del grupo de cuatro dimensiones denominado grupo simpléctico, para la cual han sido encontrados contraejemplos. La forma generalizada apropiada para la conjetura de Ramanujan está todavía en espera; la formulación de las conjeturas de Arthur está en términos para los cuales se explica el mecanismo que permite cierto tipo de contraejemplos.

## Aplicaciones
La más famosa aplicación de la conjetura de Ramanujan es la construcción explícita de grafos de Ramanujan por Lubotzky, Phillips y Sarnak.  En efecto, esta conjetura dio nombre a este tipo de grafos.